# Traeth Mawr
De Traeth Mawr (Welsh voor Groot Zand) is een polder dicht bij de stad Portmadoc in het graafschap Gwynedd in Wales. Het gebied was vroeger een getijde-estuarium van de rivier Glaslyn en vele reizigers die het probeerden over te steken, zijn in het drijfzand ervan verdronken. Traeth Mawr is gelegen tussen hoge bergen van Snowdonia. Een van deze bergen heeft een hoge klip, Craig-yr-Aderyn genaamd (Welsh voor Vogelrots), waar zeemeeuwen nestelen. Pont Aberglaslyn (Welsh voor Glaslynmondbrug) is aan het eind van de ingepolderde zee-arm gelegen.
Tussen de jaren 1770 en 1800 werd door diverse landeigenaren ongeveer 600 ha van het gebied teruggewonnen, in gedeelten tussen 20 ha en 40 ha in grootte.
Enige tijd na 1789 polderde de heer Madocks een gebied van zand in en bouwde hierop de stad  Tremadoc. In 1811 voltooide hij een dijk waarmee het estuarium van de zee werd afgesneden; het ingepolderde gebied besloeg 600 ha. Al kort daarna brak deze dijk door in een onweer, maar tegen het einde van september 1814 werd hij weer hersteld.
Het polderland wordt meestal gebruikt voor het weiden van schapen.
De Spoorweg Ffestiniog is gelegen langs de polderdijk. Deze dijk is genaamd "the Cob".

## Galerij

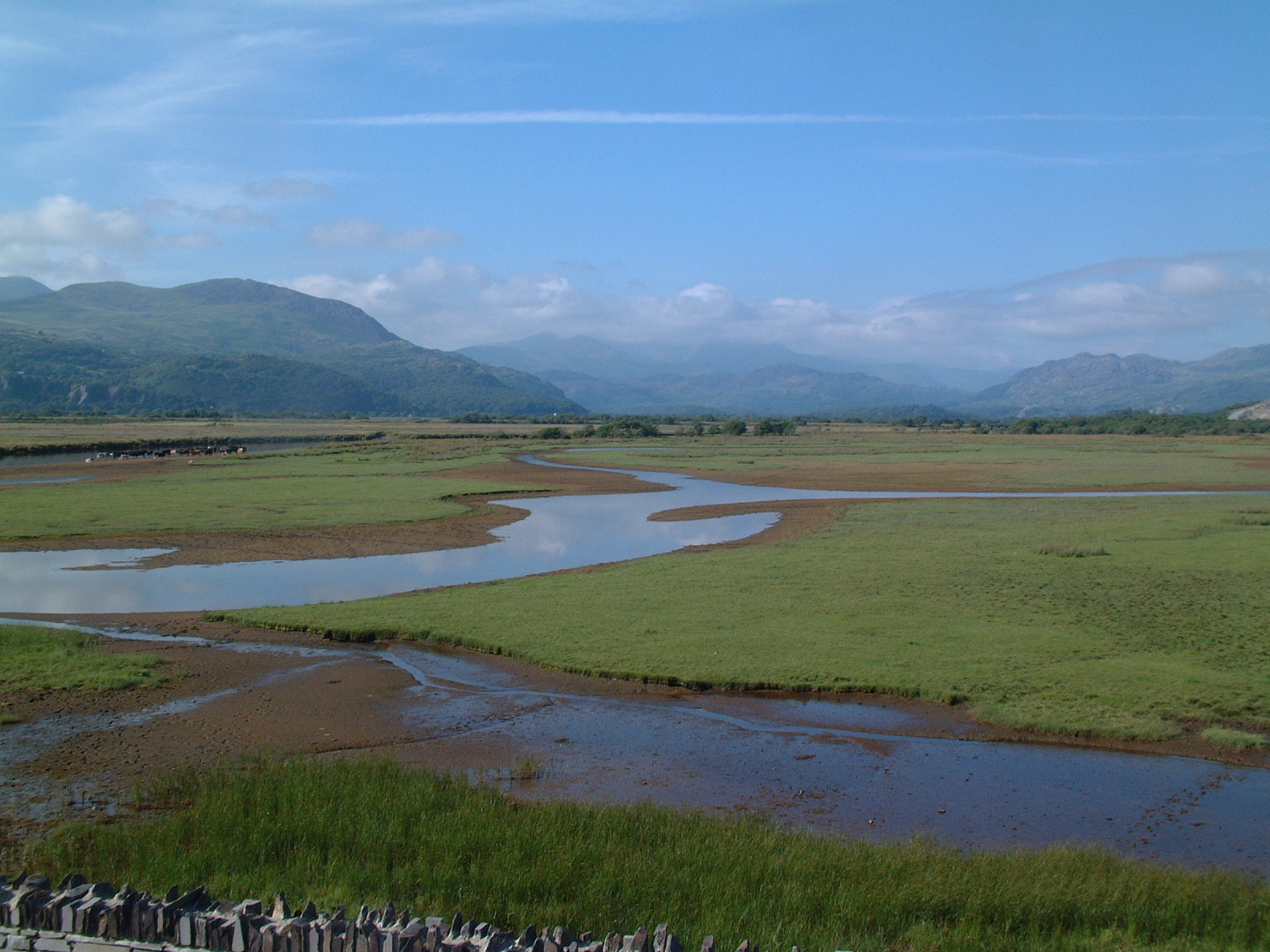
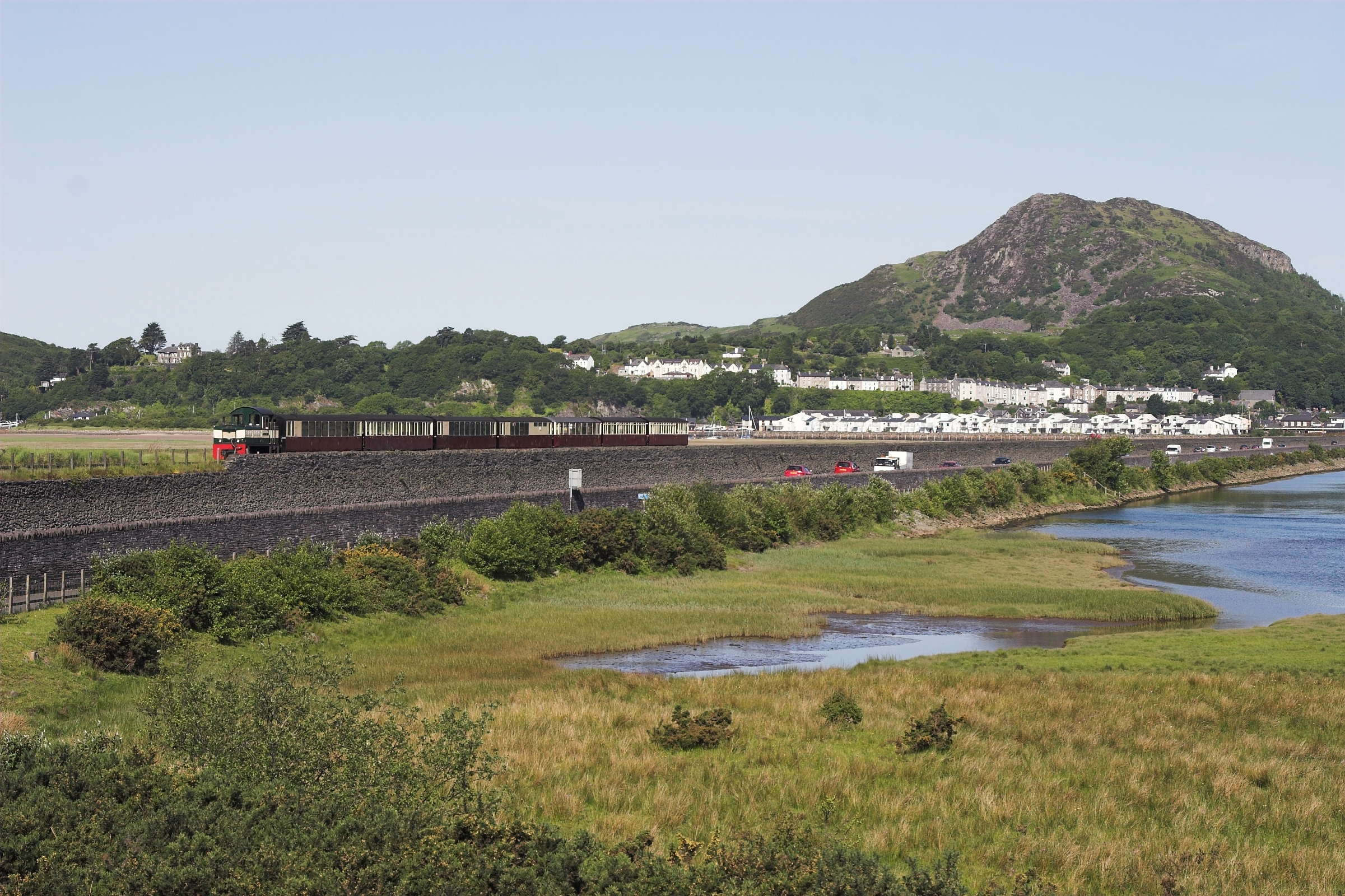
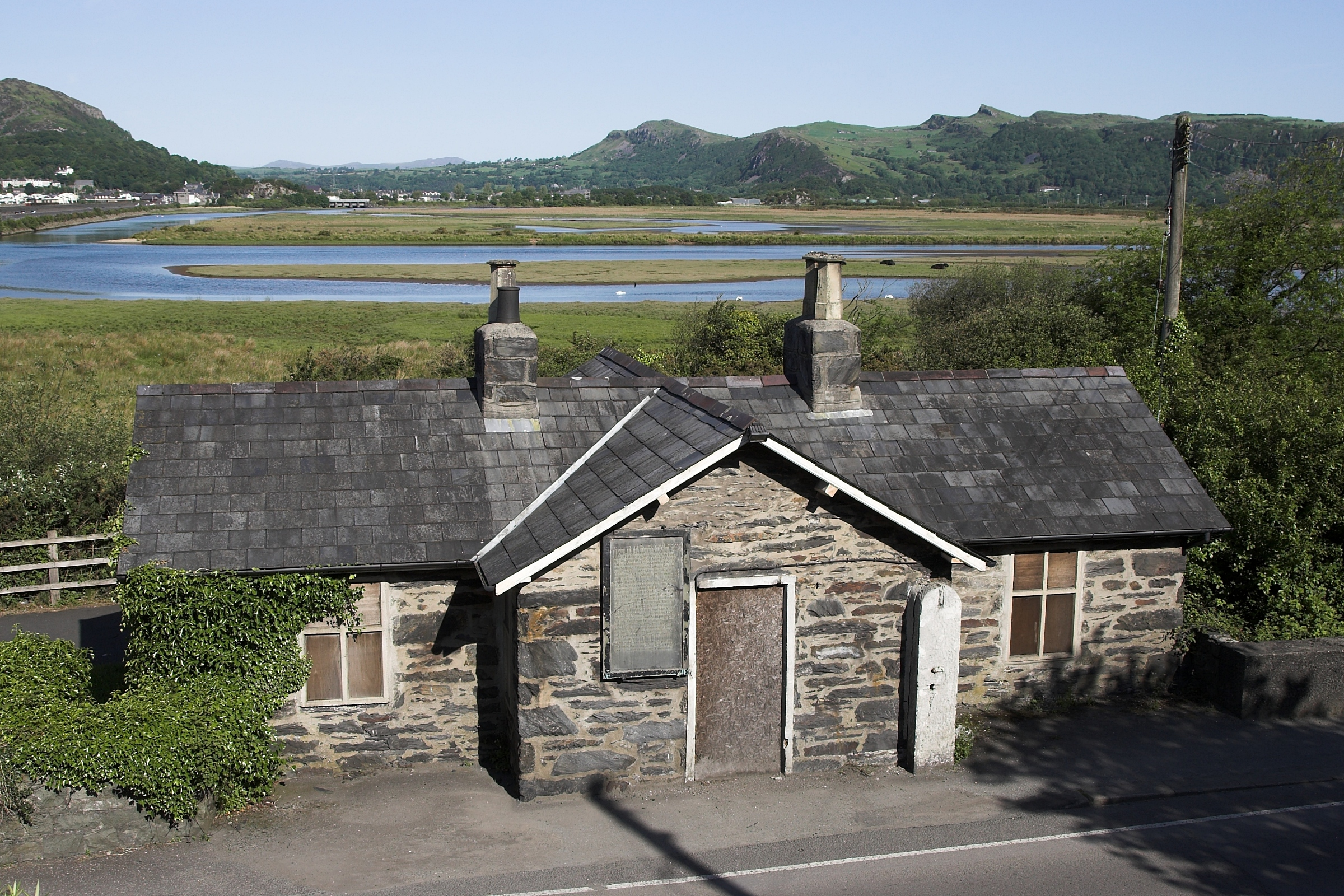
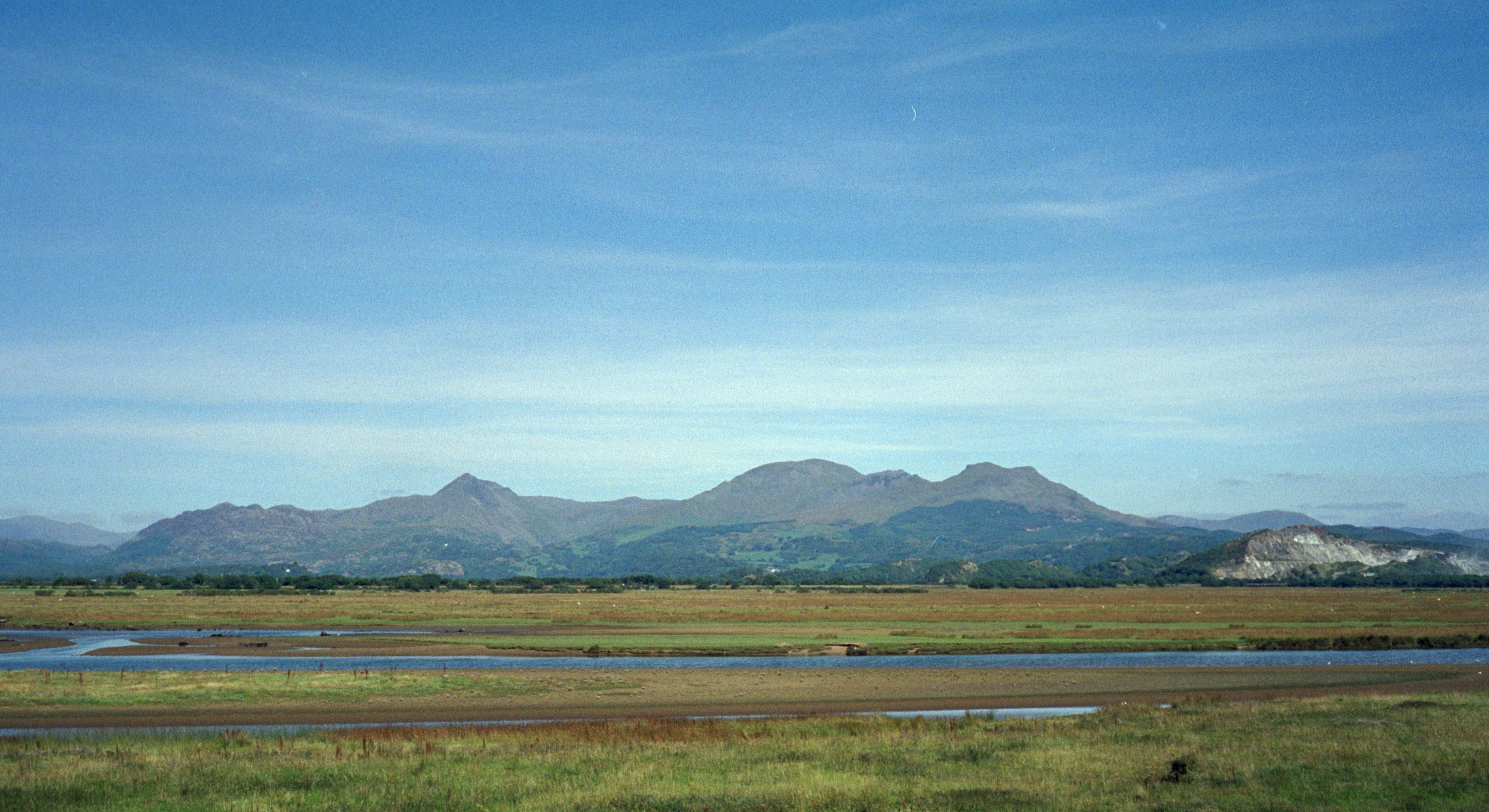
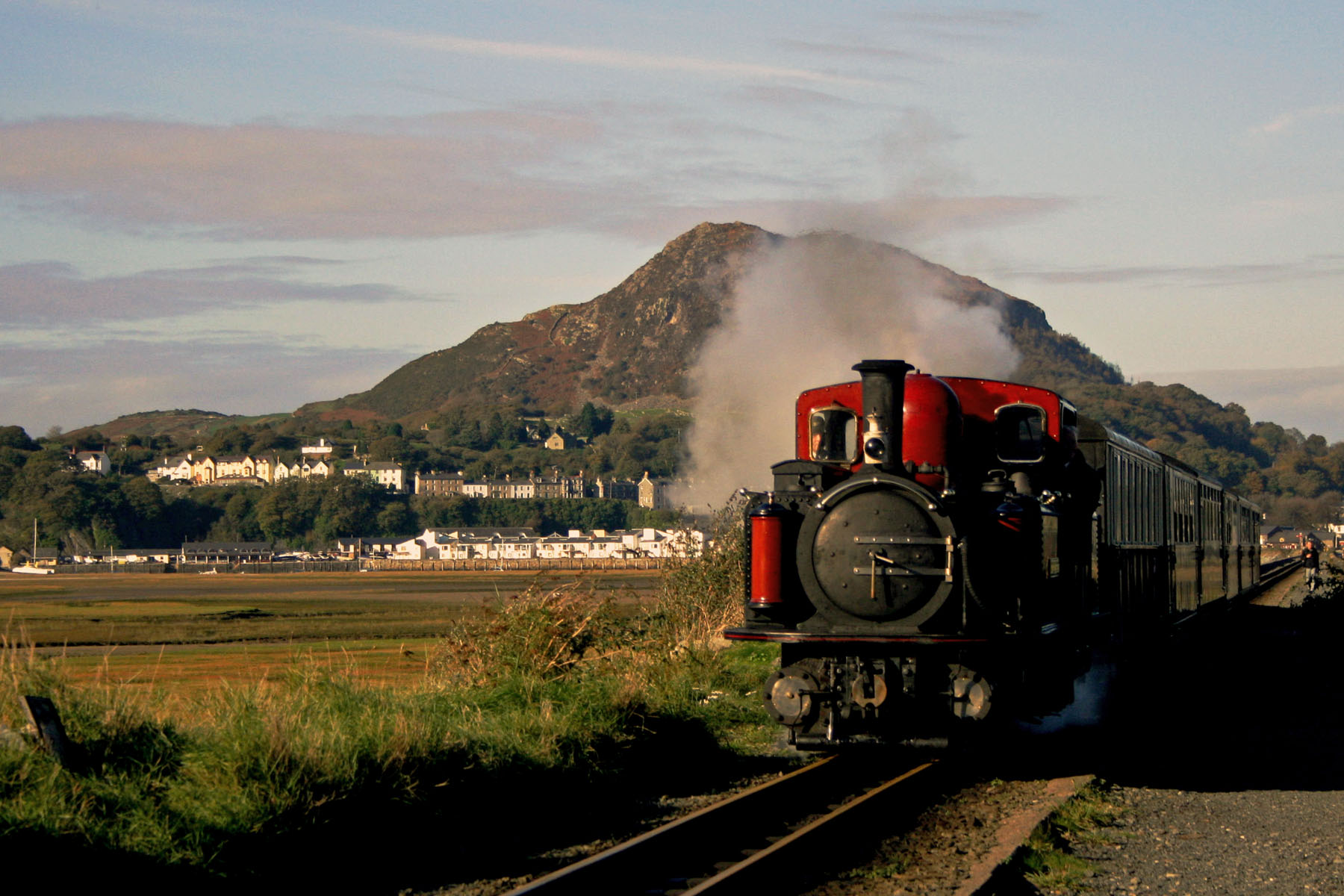
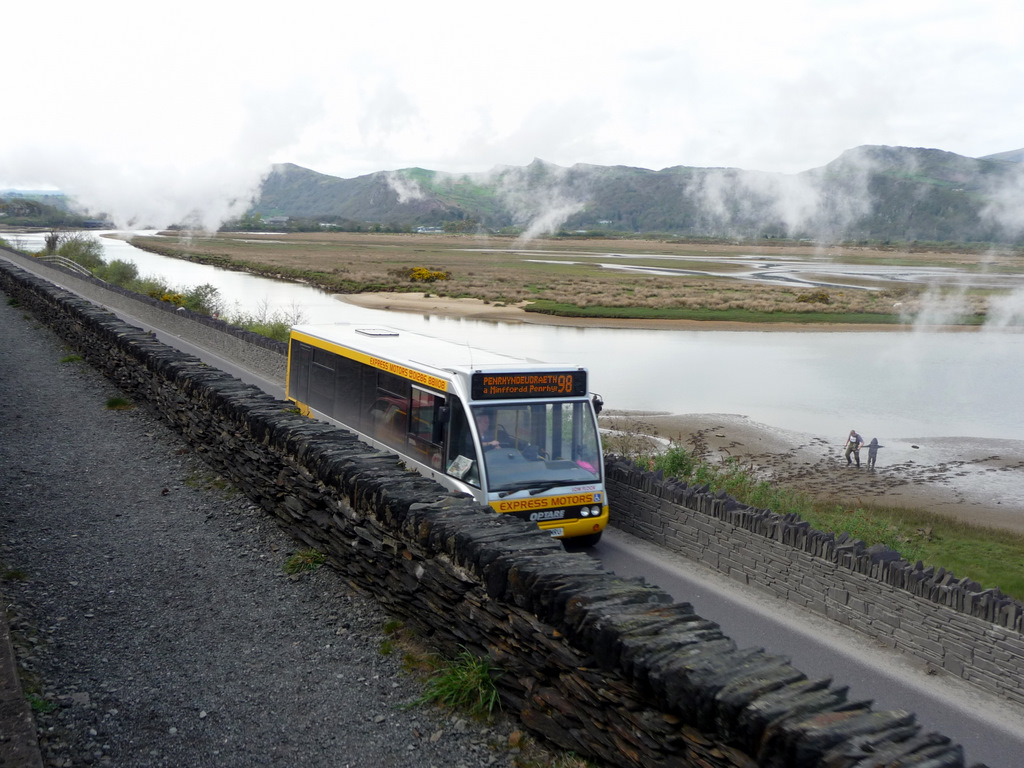